# Chiesa di Santa Maria di Malta
La chiesa di Santa Maria di Malta è un'antica chiesa situata nel centro storico di Guspini.

## Storia
Non si ha una data certa sulla fondazione della chiesa, ma il primo impianto della chiesa dovrebbe risalire al 985 circa, come rinvenuto in un muro maestro.
La chiesa, realizzata in stile romanico, era parte integrante di un convento di monaci di rito greco-bizantino, infatti la statua della Madonna venerata è dormiente e non assunta in cielo secondo l'uso cattolico.
I monaci favorirono una società basata, anziché sul concetto romano della proprietà privata, su quello cristiano della solidarietà collettiva. I religiosi coltivavano le terre circostanti al monastero, altrimenti le facevano coltivare ai laici, difendendole dall'abbandono e dall'inselvatichimento. Attorno a loro si raggruppavano, in cerca di protezione, famiglie di allevatori e contadini, trovando rifugio all'ombra del convento.
La chiesa e il monastero diventarono così il centro di un piccolo mondo economico autosufficiente, producente prodotti artigianali o industriali necessari alla sua sussistenza, grazie anche ai servi ministeriales laici (aiutanti del convento). Il sovrappiù della produzione veniva posto in vendita, così, attorno al convento sorse un mercato e una fiera del bestiame, che aveva il suo apice il 15 agosto, in occasione della festa di Santa Maria Assunta, tuttora celebrata.

### La festa di santa Maria Assunta
Ogni anno, nella chiesa si celebra la festa di santa Maria Assunta, un'antica festa paesana che si è sviluppata nel corso del tempo anche dalla parte profana e civile.
I primi canti a Maria
Il canto a Maria ha origini lontane che si rifanno ai primi secoli dell'era cristiana. La nascita delle diverse feste mariane, poi il repertorio liturgico bizantino, le forme poetiche d'Oriente (Inno, poema a
strofe canone a e tropatorio) e la lode a Maria nella Chiesa d'Occidente ripercorrendo il repertorio mariano del canto gregorariano e le antifone mariane.
La figura di Maria, i dogmi, i misteri e le solennità liturgiche a Lei dedicate sono state nel corso dei secoli oggetto privilegiato della contemplazione lirica dei poeti e dei musicisti. La mole di produzione
scaturita nei primi secoli attraverso stilemi che impressionano ancora oggi per bellezza formale, contenuto teologico, aflato poetico e lirico sia nell'opera scritta che cantata.
La festa inizia con un triduo religioso, celebrato il 13 luglio, seguito, la stessa sera, dal canto in sardo del rosario, seguito da is Goccius, una tipologia di canto molto diffusa in tutta la Sardegna (di origine greca). Esso inizia con un introito a rime che recita:

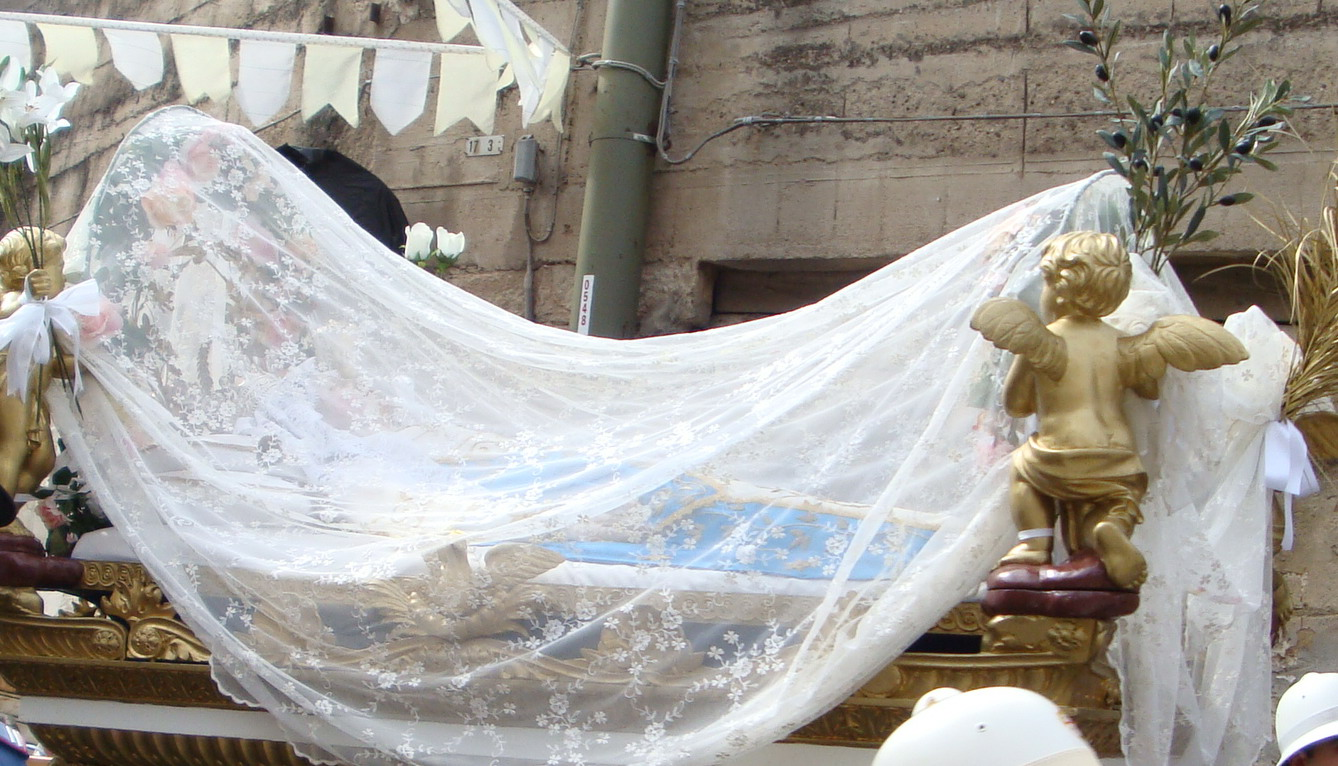
Il simulacro della santa viene posto su una lettiga lignea con quattro putti ai quattro angoli, ognuno dei quali porta due mazzi di fiori, un ramo di ulivo, e la palma benedetta dell'anno, il tutto sorretto dalle spalle di alcuni volontari o dalla confraternita, per mezzo di travi di legno.

Il resto del canto è costituito da 14 strofe in esametri a rime che raccontano le vicissitudini della vita dell'Assunta, prima e dopo la morte e che viene cantato a cappella. Dopo l'is Goccius viene recitato un secondo triduo da un sacerdote nella chiesa parrocchiale.
Il 14 agosto, nel pomeriggio, viene recitato il rosario. Alle 18:00, il simulacro della santa viene trasportato dalla chiesa di San Nicolò a quella di Santa Maria, lungo la via principale a lei dedicata. Lungo il tragitto vengono allestiti stand con prodotti artigianali.
Il giorno seguente, alle 09:00, dalla chiesa di Santa Maria parte la processione, che attraversa il centro storico e termina, con una messa, nella chiesa di San Nicolò. Il simulacro viene riportato nella chiesa di Santa Maria in tarda mattinata.
Durante la settimana, nella piazza antistante la chiesa parrocchiale, si svolgono spettacoli di vario tipo e attività di ricreazione.
Il 22 agosto (dopo otto giorni) il simulacro della santa viene riportato nella chiesa di San Nicolò (dove viene salutato con fuochi d'artificio) con una solenne e lunga processione che attraversa tutto il paese. Seguono i discorsi del parroco, quello del sindaco e infine quello del presidente annuale del comitato, che annuncia il nome del successivo presidente.

## Struttura
L'edificio ecclesiale si presenta orientato secondo la direzione ovest-est, con l'abside rivolta verso oriente.
L'abside presenta caratteri romanici: si tratta di una costruzione semicircolare in pietre squadrate di notevole spessore, con copertura a cono attraverso coppi. Esso è rivolto verso il sole nascente, simboleggiando così, nella cultura cristiana, il sole della salvezza (sol salutis), luogo donde verrà, alla fine dei tempi, il sole della giustizia (sol justitiae) per giudicare l'umanità. Quest'ultimo motivo pone l'accento sulla Parusia, il ritorno di Dio.
Sopra un piccolo portale per accedere al tempio è scolpita la croce di Malta. Infatti, dopo il primo periodo di costruzione, intorno al 1100, divenne sede dell'ordine cavalleresco-religioso dei Gerosolimitani.
Dell'antico monastero resta solo un affresco riportato in pittura da Michelangelo Medici nel 1796 (1,35 x 0,96 m, custodito nella prima arcata interna alla chiesa) raffigurante la vergine assunta in cielo, portata dagli angeli.

### Ultimo restauro
La millenaria chiesa è stata restaurata nel 1997: è stato consolidato il tetto, sono stati rialzati i muri, si è corretta e riportata alla sua semplicità l'abside; e più in generale è stato rimosso gran parte dell'intonaco che per lunghissimo tempo ha coperto le varie tonalità della pietra che forma l'edificio. Nel 2013 (aprile giugno) la facciata della chiesa è stata interessata a lavori di restauro che hanno ulteriormente evidenziato le fattezze romane del tempio.